# Robert Sidney, 1. Earl of Leicester

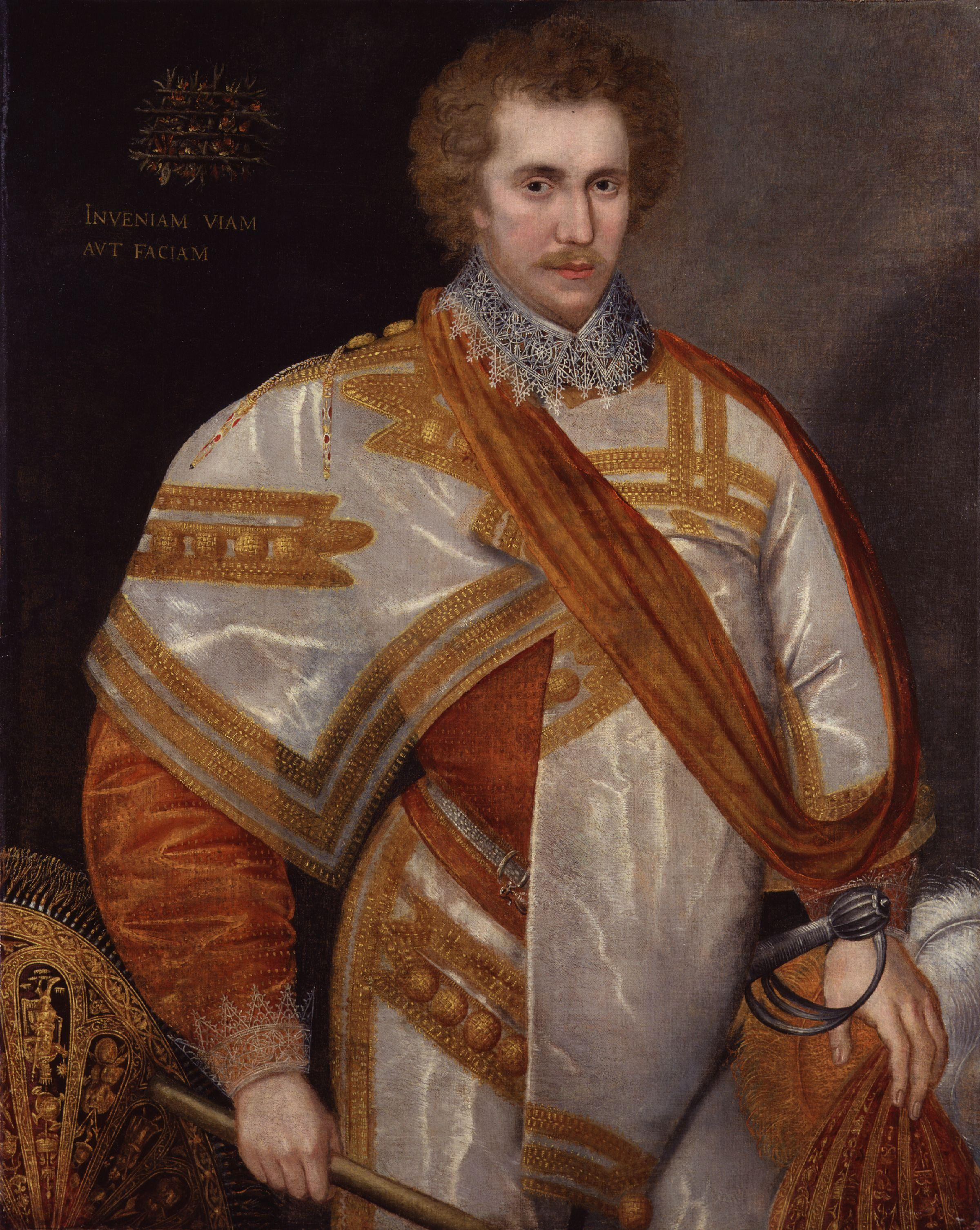
Robert Sidney, 1. Earl of Leicester, 1563–1626 (Porträt in der National Gallery)

Robert Sidney, 1. Earl of Leicester KG (* 19. November 1563 in Penshurst, Kent; † 13. Juli 1626 ebenda) war ein adliger Staatsmann und Kunstpatron des elisabethanischen und jakobinischen Zeitalters in England.

## Leben
Robert Sidney wurde am 19. November 1563 auf dem Familiensitz in Penshurst, Kent, geboren. Er war das dritte Kind des von Königin Elisabeth I. zum Statthalter Irlands (Lord Deputy of Ireland) ernannten Sir Henry Sidney, 1529–1586, Neffe des Robert Dudley, 1. Earl of Leicester, und Bruder des früh berühmten Dichters Philip Sidney und seiner Schwester Mary Sidney, 1561–1621. Alle Geschwister entstammten einer künstlerischen Familie, Robert schrieb Gedichte, Philip wurde einer der berühmtesten Dichter am Elisabethanischen Hof und auch Mary, später Countess of Pembroke, wurde eine eigenständige Autorin.
Sidney studierte von 1575 bis 1579 in Christ Church (Oxford) und bereiste zwischen 1579 und 1581 den Kontinent, überwiegend Deutschland. 1584 heiratet er die reiche Erbin Barbara Gamage, Cousine von Sir Walter Raleigh. Aus der Ehe gingen elf Kinder hervor. Berühmtester Nachkomme wurde die Schriftstellerin Mary, Lady Wroth,. Ben Jonson widmete ihr 1612 das Theaterstück The Alchemist sowie das Sonett The Underwood und zwei Epigramme. 1625 heiratete er in zweiter Ehe Sarah Blount, Witwe von Sir Thomas Smythe und Tochter von William Blount.
Für die Grafschaft Glamorgan wurde er 1585 zum Mitglied des House of Commons gewählt. Unter seinem Onkel Robert Dudley, 1. Earl of Leicester diente er zusammen mit seinem älteren Bruder Philip im Krieg gegen Spanien in den Niederlanden. 1585 wurde Dudley das Kommando über den Feldzug gegen die spanischen Niederlande unter Alexander Farnese übertragen. Die Unterstützung der Niederländischen Republik wurde von Spaniens König Philipp II. als Kriegserklärung empfunden, was zur Aufstellung der Armada führte, und gipfelte in der Schlacht von Zutphen 1586, in der er mit seinem Bruder Philip kämpfte und dieser tödlich verwundet wurde. Robert Sidney wurde daraufhin Oberhaupt der Familie, Eigentümer von Penshurst Place und im gleichen Jahr zum Knight Bachelor geschlagen.
Von 1589 bis 1616, als Flushing an die Holländer zurückgegeben wurde, war er Gouverneur dieser Stadt, die er allerdings nach dem Tode Königin Elisabeths immer seltener aufsuchte. Er überhäufte die englischen Minister mit Briefen zur finanziellen Unterstützung von Flushing.  Nach diplomatischen Missionen in Schottland 1588 und Frankreich 1594 kehrte er 1606 für längere Zeit nach Holland zurück. 1603 erhob ihn König Jakob I. zum Baron Sydney, of Penshurst; zugleich wurde er Lord Chamberlain für dessen Frau Anna von Dänemark. 1605 wurde er zum Viscount L’Isle ernannt und schließlich 1618 zum Earl of Leicester. Dieser Titel, den Königin Elisabeth I. für ihren Favoriten Robert Dudley neu geschaffen hatte, erlosch mit seinem Tod 1588, da er ohne Erben starb, und wurde erst an Robert Sidney erneut verliehen. Die Sidneys führten den Titel bis zum Tod des siebten Earls, mit dessen Tod die Linie im Mannesstamme erlosch.
Sidney starb am 3. Juli 1626 in seinem Anwesen in Penshurst.

## Wirkung – Musik und Dichtkunst
Obwohl er der Bruder eines der berühmtesten Dichter des Elisabethanischen Englands war, hat man in ihm bis in die 1960er Jahre keinen eigenständigen Dichter gesehen; zu seinen Lebzeiten waren seine Gedichte unveröffentlicht geblieben. Erst als die Bibliothek von Warwick Castle erschlossen wurde, entdeckte man sein autographisches Arbeitsbuch (gebunden im 19. Jahrhundert) mit seinen eigenen Korrekturen und Veränderungen wieder und wurde auf seine dichterischen Fähigkeiten aufmerksam. Sie enthalten Lieder, Sonette und Pastorale im Stil seines berühmten Bruders Philip. Es kann als eines der größten, vollständig erhalten gebliebenen Vers-Dokumente eines Dichters dieser Zeit angesehen werden.
Ben Jonson hat ihn in seinem Gedicht To Penshurst in The Forest als einen Mann mit Geschmack und als einen Patron der Literatur gekennzeichnet und dessen kultivierten Lebensstil auf seinem Sitz in Penshurst dichterisch verarbeitet.
Robert Sidney war daneben auch ein Patron der Musiker. Es konnte nachgewiesen werden, dass ihm Robert Jones’ First Book of Songs and Ayres (1600) zugeeignet wurde, ebenso wie A Musicall Banquet (1610), zusammengestellt von Robert Dowland, dem Sohn des Komponisten John Dowland. Sidney war Pate von John Dowlands Sohn. A Musicall Banquet eröffnet mit einem Tanz (Galliarde) von John Dowland, das den Titel trägt: Syr Robert Sidney his Galliard. Sie stammt offenbar aus den späten neunziger Jahren des 16. Jahrhunderts, als Robert Sidney Gouverneur von Flushing war. Die Sammlung enthält 66 Sonette, Lieder, Pastorale, Elegien und leichterer Stücke, offenbar als eine Art Antwort auf Philip Sidneys Astrophel und Stella strukturiert. Sie legen nahe, dass Robert Sidney ein Anhänger neuplatonischer Liebesideen war und eine große Zahl unterschiedlicher Versformen schätzte.
Robert Sidney wird nicht zu den führenden Dichtern des elisabethanischen Zeitalters gezählt und stand ein Leben lang im Schatten seines Bruders. Trotzdem geben seine Gedichte eine Vorstellung der damaligen Ideen und Arbeitsweisen.

## Werke
- Katherine Duncan-Jones: „Rosis and Lysa“. Selections from the Poems of Sir Robert Sidney. In: English Literary Review 9 (1979), S. 240–263.
- Pauline J. Croft (Hrsg.): The Poems of Robert Sidney. Clarendon, Oxford 1984.
- Margaret P. Hannay (Hrsg.): Domestic Politics and Family Absence. The Correspondence (1588–1621) of Robert Sidney, First Earl of Leicester, and Barbara Gamage Sidney, Countess of Leicester. (Vorschau bei Google Bücher). Ashgate, Aldershot 2005, ISBN 0-7546-0600-7.

## Belege
1. ↑  Zu diesem Bild Emma Marshall Denkinger: The Impresa Portrait of Sir Philip Sidney in the National Portrait Gallery. In: PMLA 47 (1932), Nr. 1, S. 17–45. Über diesen Aufsatz und dazu, dass hier Robert Sidney dargestellt wurde, Gavin Alexander: Writing after Sidney. The Literary Response to Sir Philip Sidney 1586–1640. Oxford University Press, Oxford, New York 2006, ISBN 978-0-19-928547-1, S. 158, Fn. 40: „an excellent piece of research only spoilt by the belief that the portrait was of Philip Sidney“.
2. ↑   Beth Wynne Fisken: The Art of Sacred Parody in Mary Sidney’s Psalmes. Tulsa Studies in Women’s Literature. 1989.
3. ↑  Ein Stück von ihr, „Love’s Victory“, handelt von unterschiedlichen Formen der Liebe.
4. ↑  Robert Sidney: Poems of Robert Sidney. Oxford University Press, Oxford 1984, ISBN 0-19-812726-X.
5. ↑  Gedichttext bei Luminarium.org.
6. ↑   Walter G. Friedrich: The Stella of Astrophel. In: ELH 1936.
7. ↑  Gavin Alexander: Sir Robert Sidney. A Bibliography. In: The Sidney Homepage (Cambridge University), zuletzt aktualisiert am 9. September 2001.

| Vorgänger            | Amt                         | Nachfolger    |
| -------------------- | --------------------------- | ------------- |
| Titel neu geschaffen | Earl of Leicester 1618–1626 | Robert Sidney |

| Personendaten    | Personendaten                                                                     |
| ---------------- | --------------------------------------------------------------------------------- |
| NAME             | Sidney, Robert, 1. Earl of Leicester                                              |
| ALTERNATIVNAMEN  | Sidney, Robert                                                                    |
| KURZBESCHREIBUNG | adeliger Staatsmann des Elisabethanischen und Jakobinischen Zeitalters in England |
| GEBURTSDATUM     | 19. November 1563                                                                 |
| GEBURTSORT       | Penshurst, Kent                                                                   |
| STERBEDATUM      | 13. Juli 1626                                                                     |
| STERBEORT        | Penshurst, Kent                                                                   |